# Jari Joutsen
Jari Joutsen (* 13. August 1978 in Jyväskylä) ist ein ehemaliger finnischer Skilangläufer, dessen Stärken besonders im Sprint liegen.
Im Jahr 2000 debütierte Joutsen international, als er erstmals im Continental Cup mit Rang 47 startete. Im Dezember des darauffolgenden Jahres erreichte er zum ersten Mal die Top 30 mit einem 23. Rang im Sprint. Nachdem der Finne sich im Dezember 2002 gegen die gesamte nationale Konkurrenz in Lapinlahti durchgesetzt und seinen ersten Erfolg bei einem FIS-Rennen gefeiert hatte, nominierte der Verband ihn am 20. März 2003 als einen von sechs Sprintern seines Landes zum Weltcup von Borlänge. Dort verpasste er als Elfter nur knapp die Top Ten, sammelte aber schon einige Weltcuppunkte, die ihn auf den 41. Rang im Sprintweltcup brachten. Dank dieser überzeugenden Leistung wurde der Finne auch beim Saisonauftakt 2003/04 beim Weltcup in Düsseldorf eingesetzt, wo er jedoch Lehrgeld zahlen musste und sich nur auf dem 61. Rang im Prolog platzierte, womit er sich erst gar nicht für den Sprint qualifizierte. Es folgten weitere Einsätze in niederklassigen Wettkämpfen, die er allesamt auf guten Rängen beendete, sodass ihm erneut eine Chance im Weltcup gegeben wurde. Sowohl in Trondheim als auch in Lahti verpasste er jedoch die Qualifikation für den Sprint.
Beim Saisonauftakt zum Winter 2004/05, der wiederum in Düsseldorf stattfand, wiederholte Joutsen erneut nicht sein gutes Ergebnis vom ersten Weltcuprennen zwei Jahre zuvor, stattdessen wurde er mit seinem Partner Ari Palolahti Vorletzter im Teamsprint. Erst im Dezember 2004 in Bern schaffte der Finne wieder den Einzug in die Viertelfinals des Sprints, in denen er jedoch als 29. ausschied. Beim Teamsprint am gleichen Wochenende platzierte er sich auf dem 18. Rang unter 21 Teilnehmerstaffeln. Dennoch stieg seine Form zum Jahresende hin noch weiter; in Asiago Mitte Dezember gelang ihm sogar der zweite Platz im Prolog und schließlich der achte Rang – sein bestes Weltcupresultat überhaupt –, womit er bester Finne wurde. Mit dieser guten Leistung reiste er zum Jahreswechsel nach Ostasien, wo er zwei Sprints im Skilanglauf-Far-East-Cup bestritt, die er beide für sich entschied. Da Joutsen auch bei drei weiteren Auftritten in der höchsten Wettkampfklasse überzeugte, nominierte der Verband ihn für die Nordischen Skiweltmeisterschaften 2005 in Oberstdorf. Als 25. im Sprint war er dort zwar schlechtester Athlet seines Landes in diesem Rennen, erreichte aber dennoch ein ordentliches Ergebnis. Zum Saisonende holte er weitere Punkte für den Sprintweltcup, darunter ein zwölfter Platz, den er als 23. mit 95 Punkten beschloss, außerdem siegte er bei einem Sprint im Scandinavian Cup.
In den Weltcup 2005/06 startete Joutsen mit Schwierigkeiten. Weder in Düsseldorf noch in Vernon erreichte er die besten dreißig, dies gelang ihm erst in Nové Město na Moravě mit einem 24. Rang. Es folgten weitere Punkte, jedoch schaffte er nie den Sprung unter die besten 20. Im Scandinavian Cup konnte er zudem einmal Achter werden. Zum Saisonbeginn 2006/07 überstand der Finne zwei weitere Male die Qualifikation, anschließend wurde er jedoch nur noch einmal im Weltcup eingesetzt. Stattdessen nahm er nun an einigen Wettkämpfen im Scandinavian Cup teil, bei denen er jedoch auch nicht mehr die Top Ten schaffte. Zum Auftakt des Weltcups 2007/08 durfte Joutsen noch einmal in Düsseldorf starten, danach beschränkte er sich jedoch hauptsächlich auf die regionalen Rennserien. Im Skilanglauf-Far-East-Cup gewann er zum dritten Mal einen Sprint, im Scandinavian Cup erreichte er einmal das Podium. Der Finne nahm jetzt auch selten an Rennen über längere Distanzen teil, bei denen er jedoch schwach blieb. Bei zwei Weltcupeinsätzen gegen Ende des Winters verpasste er als 31. und 32. nur knapp Punkte. In Kuusamo meldete sich Joutsen mit einem 21. Platz im Weltcupsprint wieder zurück in der internationalen Spitze, anschließend bekam er dennoch nur zwei weitere Einsätze, die er beide außerhalb der Punkteränge beendete. Bei der nationalen Meisterschaft im Sprint verpasste er als Vierter nur knapp eine Medaille. Von 2009 bis 2019 nahm er nur noch an nationalen Rennen teil.